# Edith Kline
Edith Marie Kline (Kansas City, 19 gennaio 1933 – 6 aprile 1997) è stata una cestista statunitense.

## Carriera
Con gli Stati Uniti ha disputato i Giochi panamericani di Città del Messico 1955, vincendo la medaglia d'oro.